# Ладик (Турция)
Ладик (тур. Ladik) — город в провинции Самсун Турции. Его население составляет 8,626 человек (2009). Высота над уровнем моря — 913 м.
Находится на месте античного города Лаодикеи Понтийской (лат. Laodicea Pontica).